# 후이 마리아 드 아라우주

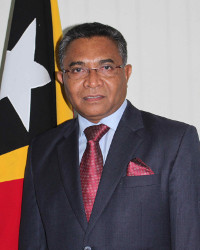
후이 마리아 드 아라우주

후이 마리아 드 아라우주(포르투갈어: Rui Maria de Araújo, 1964년 5월 21일 ~ )는 동티모르의 정치인이다. 2015년 2월 16일부터 2017년 9월 15일까지 동티모르 총리직을 역임했다.